# Parque nacional Danubio-Drava
El Parque nacional Danubio-Drava (en húngaro: Duna–Dráva Nemzeti Park) fue fundado en 1996 y está situado en el suroeste de Hungría. Su superficie actual es de 490 kilómetros cuadrados y la mayoría de los elementos del parque nacional se encuentran dentro de áreas cercanas a los ríos Danubio y Drava, existen además 190 kilómetros cuadrados que son humedales Ramsar. La cigüeña negra y poblaciones de águilas de cola blanca son consideradas de importancia europea. Siete especies de invertebrados se encuentra sólo en esta parte de Hungría. Los hábitats a lo largo del Drava protegen más de 400 plantas y animales. Entre las especies endémicas del parque nacional se encuentran la Crataegus douglasii y los tricópteros.[cita requerida]